# Liste der Monuments historiques in Kirviller
Die Liste der Monuments historiques in Kirviller führt die Monuments historiques in der französischen Gemeinde Kirviller auf.

## Liste der Bauwerke
| Bezeichnung | Beschreibung                               | Standort                 | Kennzeichnung | Schutzstatus     | Datum     | Bild |
| ----------- | ------------------------------------------ | ------------------------ | ------------- | ---------------- | --------- | ---- |
| Wohnhaus    | Fachwerkhaus, 18. Jahrhundert; abgebrochen | 10 rue Principale (Lage) | PA00107071    | Inscrit gelöscht | 1992 2007 |      |